# Beringovo moře
Beringovo moře je součástí Tichého oceánu. Polouzavřené okrajové moře omývá břehy Aljašky a Kamčatku a Čukotku, tvoří přírodní hranici mezi USA a Ruskem.
Největší hloubka dosahuje 4191 m, průměrná hloubka 1598 m. Celková rozloha je 2 304 000 km². Salinita vody se pohybuje v rozmezí 26–33 ‰.
Jeho severní část bývá až 10 měsíců v roce pokryta ledem. Moře je využíváno jako námořní dopravní cesta i k rybaření. Loví se zde především velryby a mroži.

## Historie
Většina vědců se domnívá, že během poslední doby ledové byly hladiny moří natolik nízké, že umožňovaly lidem migrovat na východ pěšky z Asie do Severní Ameriky přes Beringii, která se nacházela na místě dnešního Beringova průlivu. Zvířata přes Beringii volně migrovala v obou směrech.

### Název moře
Na mapách 18. století se moři říkalo Kamčatské moře nebo Bobří moře. V tomto případě bobr znamenal vydru mořskou. Vydra má cennou srst, což byl důvod, proč se Rusové vydali objevovat ostrovy v Beringově moři.
Později bylo moře přejmenováno na počest mořeplavce Vita Beringa, pod jehož vedením bylo prozkoumáno v letech 1725-1743.
Název Beringovo moře poprvé použil francouzský geograf Charles de Fleurieu na počátku 19. století, ale do používání ho zavedl až v roce 1818 ruský mořeplavec Vasilij Michajlovič Golovnin. 